# Justin Lin
Justin Lin (traditionell kinesiska: 林詣彬; förenklad kinesiska: 林诣彬; pinyin: Lín Yìbīn), född 11 oktober 1971 i Taipei, är en taiwanesisk-amerikansk filmregissör och producent, mest känd för filmerna Better Luck Tomorrow, Fast and Furious (filmerna 3-6 & 9), Star Trek Beyond och TV-serien Community.

## Filmografi (i urval)
- 1997 – Shopping for Fangs
- 2002 – Better Luck Tomorrow
- 2006 – Annapolis
- 2006 – The Fast and the Furious: Tokyo Drift
- 2009 – Fast & Furious
- 2011 – Fast & Furious 5
- 2013 – Fast & Furious 6
- 2009–2011 – Community (TV-serie)
- 2016 – Star Trek Beyond
- 2021 – Fast & Furious 9
- 2023 – Fast X